# Revuelta Abushiri
La revuelta Abushiri fue una insurrección en 1888-1889 por parte de la población árabe y suajili de las zonas de la costa del África oriental que el sultán de Zanzíbar le otorgó a Alemania en 1888. Finalmente fue reprimida por un bloqueo anglo-alemán de la costa.

## Antecedentes
A fines de 1884, una expedición de la Sociedad para la Colonización Alemana, dirigida por Carl Peters, llegó a Zanzíbar e hizo que los jefes locales en el continente opuesto firmen "contratos de protección" prometiendo vastas áreas a su organización. Una vez que se había establecido, la nueva Compañía Alemana del África Oriental de Peters adquirió más tierras desde Tanganica hasta las montañas Uluguru y Usambara. Eso se encontró con la oposición del sultán Barghash bin Said de Zanzíbar, quien, sin embargo, tuvo que ceder después de que Peters hubiera alcanzado el apoyo oficial del Ministerio de Asuntos Exteriores en Berlín y una flota de la Kaiserliche Marine bajo el mando del contraalmirante Eduard von Knorr apareciera frente a la costa de Zanzíbar. El 28 de abril de 1888, el sultán Khalifah bin Said de Zanzíbar finalmente firmó un tratado, cediendo la administración del continente de Tanganica a la Compañía Alemana de África Oriental.
Desde agosto de 1888, la organización intentó apoderarse de las ciudades costeras de Tanganica contra la feroz resistencia de la élite árabe, temiendo por el comercio de esclavos y marfil, pero también por la población indígena. Los altivos intentos de Emil von Zelewski, el administrador alemán en Pangani, de izar la bandera de la compañía sobre la ciudad provocaron el levantamiento.

## Revuelta
Fue dirigida por el comerciante Abushiri ibn Salim al-Harthi, quien obtuvo el apoyo tanto de los árabes del área como de las tribus locales swahilis. El padre de Abushiri era de etnia árabe y su madre, oromo. La rebelión pronto se extendió por toda la costa desde la ciudad de Tanga en el norte hasta Lindi y Mikindani en el sur. Los representantes de la Compañía Alemana de África Oriental fueron expulsados o asesinados a excepción de los establecimientos en Bagamoyo y Dar es-Salam.
En febrero de 1889, el canciller alemán Otto von Bismarck intervino y nombró al teniente Hermann Wissmann Reichskommissar del África Oriental alemana. Wissmann concentró una Schutztruppe de oficiales alemanes y soldados nativos Askari, quienes, con el apoyo de la Marina y la Marina Real, que posteriormente suprimieron la revuelta.
Abushiri, en su huida a Mombasa, fue finalmente traicionado por los alemanes en diciembre de 1889 y fue condenado a muerte por un tribunal marcial y colgado públicamente en Pangani. Mediante un acuerdo del 20 de noviembre de 1890, la Compañía Alemana del África Oriental tuvo que entregar la administración de Tanganyika al gobierno alemán. Sin embargo, no fue hasta principios de 1891 que Wissmann pudo informar a Berlín que la rebelión había sido completamente reprimida.